# بلک لیک (پنسیلوانیا)
بلک لیک (به انگلیسی: Black Lick) یک منطقهٔ مسکونی در ایالات متحده آمریکا است که در شهرستان ایندیانا، پنسیلوانیا واقع شده‌است. بلک لیک ۶٫۷ کیلومتر مربع مساحت و ۱٬۴۶۲ نفر جمعیت دارد.